# Prepeliță

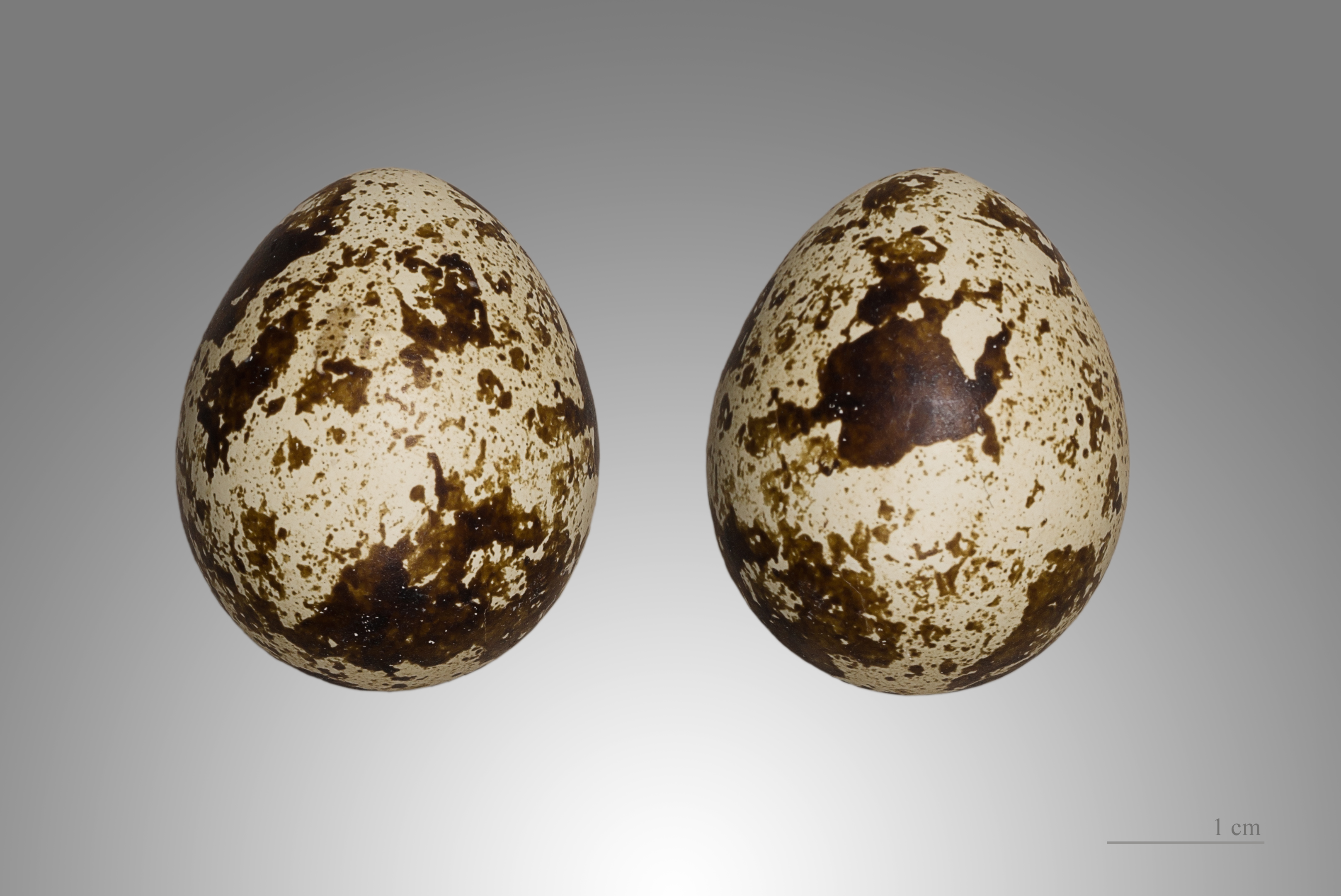
Coturnix coturnix

Prepelița (Coturnix coturnix) este o pasăre cam de mărimea unui sturz, fiind cele mai mici și singura specie din ordinul „Galliformes” care sunt păsări migratoare în România. Ele sunt răspândite Europa Centrală, fiind păsări sperioase care se pot vedea ca potârnichile destul de rar, efectivul lor a scăzut considerabil în ultimii anii, cauza fiind vânarea lor excesivă și reducerea habitatului printr-o agricultură extensivă.
Prepelița este o pasăre migratoare de câmpie din ordinul galiformelor, de circa 18 cm lungime, de culoare brună, cu dungi pe spate (Coturnix coturnix). Vânat apreciat pentru carnea gustoasă; pitpalac. O varietate domestică (prepelița japoneză) este crescută pentru carne și îndeosebi pentru ouă, prescrise în alimentația dietetică.

## Mod de viață, morfologie
Prepelița trăiește în general în ținuturile cultivate din regiunile de deal și de câmpie. Coloritul corpului este brun-cafeniu cu striuri longitudinale de culoare deschisă și întunecată. Masculul are sub bărbie o pată de culoare cafenie închisă. Prepelița crește de regulă două generații de pui într-un an, cuibul este o gropiță în sol căptușită de femelă și ascunsă în ierburi care sunt aplecate de pasăre în boltă deasupra cuibului. Femela depune între lunile mai și august cca. 8 - 15 ouă de culoare gălbuie punctate cu brun pe care le clocește femela singură. Puii eclozează la 18 - 19 zile. Toamna păsările migrează spre sud în Africa de Nord,  Africa Centrală și Asia de Sud Vest unde iernează. Unele specii din Scandinavia iernează în regiunile din Europa de Sud.